# Аджарци
Аджарците (на грузински: აჭარლები, ачарлеби) са кавказки народ, етническа група на грузинците, основно население на Аджария. Мнозинството компактно живеят в Аджария.

## История
Етнографически аджарците, като относително самостоятелна етническа група, се сформират в периода между XV и XIX век, въз основа на ислямизирани, но не до края потурчени грузинци в Османската империя. Преходът на Аджария под юрисдикцията на Руската империя слага край на този процес на тюркизация, но до пълна реинтеграция на аджарците в състава на грузинския етнос така и не се стига.
До 1926 г. общоприетият термин за описване на аджарците е грузинци-мюсюлмани. При преброяването на населението през 1926 г. съветската власт за първи път въвежда термина аджарци за описване на местните грузинци-мюсюлмани, преброявайки 71 498 аджарци.
Доколкото основен индикатор на аджарското е религията (ислям), а съветското правителство през 1939 – 1989 г. официално се придържа към политиката на секуларизация и атеизъм, данни за аджарците не са събирани. Те официално са причислявани към грузинците.
Исторически значителни са междуетническите контакти на аджарците с арменци, гърци (особено понтийци) и др. Данни за религиозна принадлежност на аджарците също не се събират при преброяване, а се определят чрез анкети.

## Език
Говорят местен диалект на грузински език.

## Култура
Исторически, както и мнозинството от грузинците и съседните арменци, аджарците изповядват християнството. Когато територията на Аджария е в състава на Османската империя (2-ра половина на 16 век – 1878), аджарците са принудени да приемат исляма. Силното турско влияние обаче не им попречва да запазят своето национално самосъзнание и роден грузински език, както и самобитни форми на културата и бита, породени от смесването на християнски и мюсюлмански обичаи.
С усилването на религиозното съзнание в постсоветското пространство сред съвременните аджарци в последно време се наблюдава уникален и доста интензивен процес на рехристиянизация, особено на младежта. Ако в средата на XX век мюсюлманите са съставлявали 70%, а християните – 30%, то в началото на XXI век е обратното: християните са 70%, а мюсюлманите – 30% (по южните и източните райони).